# Шахматов Олексій Олександрович
Олексій Олександрович Шахматов (рос. Алексей Александрович Шахматов; 17 червня 1864, Нарва — 16 серпня 1920, Санкт-Петербург) — російський славіст-філолог, історик, основоположник історичного вивчення російської мови, давньоруського літописання і літератури, член Імператорського Православного Палестинського Товариства, академік Санкт-Петербурзької академії наук.

## Біографія
Народився у м. Нарва. По одержанні докторату в Московському університеті (1893) працював у системі Петербурзької АН (з 1894), 1906 — 20 гол. відділу російської мови й літератури, з 1909 професор Петербурзького Університету. В центрі зацікавлень Шахматова була історія російської мови, історія літописання в стародавній Русі, а в останні два десятиріччя життя також сучасна російська мова, зокрема синтаксу, але Шахматов лишив також важливі праці з усіх слов'янських мов, а серед них і української, а також з російської діалектології і стародавньої літератури. Методологічно Шахматов був в основному молодограматик, але молодограматичні методи він сполучав з філологічними, прагнучи комплексного охоплення мовно-історичних процесів.
До найважливіших публікацій Шахматова в українському мовознавстві належить стаття про депалаталізацію приголосних перед е та і (1903 Шахматов уважав, що українська мова успадкувала зі так званої давньоруської м'які або напівім'які приголосні перед голосними переднього ряду), короткий нарис історії української мови в збірному вид. «Украинский народ в его прошлом и настоящем» (1916) і низка принагідних, але важливих праць, таких, як докладні рецензії на граматики А. Кримського і С. Смаль-Стоцького, на рукопис словника Б. Грінченка (що відкрила шлях до його публікації), некролог К. Михальчука тощо. Шахматов брав участь також у складанні декларації Петербурзької АН «Про скасування обмежень малоруського друкованого слова» (1905—1906), що жадала волі друку для українців своєю мовою та в Комісії РАН для перевірки перекладу св. Письма П. Морачевського на українську мову. Це було в згоді з політичними поглядами Шахматова: як типовий російський ліберал (член партії конституціоналістів-демократів) він обстоював культурні права народів Росії, але при умові недоторканости Російської імперії. Відповідно, коли 1917 Україна йшла до незалежности, Шахматов зайняв різко негативну позицію. З цією політичною програмою була зв'язана також діяльність Шахматова як члена Державної Ради Російської Імперії (1906—1911).

Найбільше цікавила Шахматова в історії української мови проблема її постання, до чого він повертався в багатьох своїх головних працях: «К вопросу об образовании русских наречий и народностей» (1894), «К истории звуков русского языка» (1898—1903), «Курс истории русского языка» (1908—1911), «Очерк древнейшого периода истории русского языка» (1915), «Введение в курс истории русского языка» (1916), «Древнейшие судьбы русского языка» (1917) тощо. Постання української мови, як білоруської, як і двох головних діалектних груп російської мови, північної і південної, в Шахматова розглядалися незмінно в рамках загально-історичної російської мови; незмінною лишалася концепція «спільнодавньоруської» мови як проміжного етапу між праслов'янською мовою й іст. трьома східнослов'янськими мовами. Не мігши не помічати відмінностей у мовному розвитку на території східних слов'ян уже десь від 7 в., Шахматов висунув тезу про початок дезинтеґрації «спільнодавньоруської» мови в ті часи
| | \| «спільноруська прамова розпалася на окремі наріччя ще в добу доісторичну, в кінці VIII ст. чи на початку IX ст., і об’єднання всіх племен в одній державі не мало привести до утворення однієї спільної народної мови». У давній Русі писемно-книжна мова була спільною і для Києва, і для Ростова, і для Новгорода, і для Галича. Це була старослов’янська (з походження — староболгарська) мова, яку ще називали церковнослов’янською.[3]" \| Оригінальний текст (рос.) «общѣрусскій праязыкъ распался на отдѣльныя нарѣчія еще въ эпоху доисторическую, въ конце VIII или начале IX вѣка; образованіе русскаго государства, объединеніе имъ подъ одной державой всѣхъ русскихъ племенъ не могло привести къ образованію одного общаго народнаго языка; оно не успѣло создать и общаго книжнаго языка, ибо книжнымъ языкомъ той эпохи, языкомъ общимъ и для Кіева, и для Ростова, и для Новгорода и для Галича былъ вывезенный вмѣстѣ съ книгами изъ Болгаріи церковно-славянскій языкъ.» |
| «спільноруська прамова розпалася на окремі наріччя ще в добу доісторичну, в кінці VIII ст. чи на початку IX ст., і об’єднання всіх племен в одній державі не мало привести до утворення однієї спільної народної мови». У давній Русі писемно-книжна мова була спільною і для Києва, і для Ростова, і для Новгорода, і для Галича. Це була старослов’янська (з походження — староболгарська) мова, яку ще називали церковнослов’янською." | |

 але пізніше нове єднання під впливом утворення політичної єдности Київської Русі. Щоб обґрунтувати причини таких протилежно спрямованих процесів, Шахматов висунув спробу реставрувати міґраційні рухи східнословянських племен, включно з ідеєю формування південноросійського наріччя нібито в басейні Дону з пізнішим переселенням на захід, що мало покласти початок утворення білоруської мови. Через те, що ці концепції знаходили дуже мало опертя в історичних фактах, Шахматов раз-у-раз міняв свої погляди, в кожній дальшій своїй праці заперечуючи попередню. Найменше ці зміни поглядів стосувалися до початків української мови, яку Шахматов незмінно виводив з «південного наріччя» «спільнодавньоруської» мови, в загальних рисах автохтонного, хоч і тут Шахматов часом містив його початки між Прутом і дол. Дніпром, а часом далі на північ, у середньому Подніпров'ї. Другою слабкою рисою історично-генетичних концепцій Шахматова було його намагання проектувати сучасні говіркові відмінності в давнє минуле, будуючи теоретичні концепти проміжних звуків, наприклад, «півм'яких приголосних» (щоб пояснити твердість приголосних перед голосними переднього ряду в українській мові проти м'якости в російській) або припущення наявності в «спільнодавньоруській» мові голосних понаддовгих, довгих, коротких, півдовгих, півкоротких, редукованих тощо — одночасно, що суперечить усьому, що знаємо про мовні структури взагалі.
Не зважаючи на ці вразливі місця, історично-генетичні концепції Шахматова підкуповували своєю цілісністю, включенням колосальної кількости фактів, синтетичністю. На кілька десятиліть вони визначили трактування цих проблем у східньослов'янському мовознавстві, навіть у противників Шахматова; жодна мовознавча школа не мала такого впливу в Росії — СССР у першій половині 20 ст., як школа Шахматова. Учні Шахматова були й серед українських мовознавців, наприклад, В. Ганцов, почасти Леонід Булаховський.
Велике значення для україністики мали також праці Шахматова, присвячені давньоруським літописам з кінцевою метою реставрації первісного тексту літописів, зокрема «Повісті временних літ», які дійшли до нас тільки в пізніших копіях, не раніших від 14 ст. Після широко закроєної редакторської праці над виданнями збережених літописів і численних попередніх студій Шахматов дав синтетичний огляд — реконструкцію первісних літописів у таких працях, як «Разыскания о древнейших русских летописных сводах» (1905), «Повесть временных лет» (1916) і «Обозрение русских летописных сводов XIV—XVI вв.» (1938).

## Праці

### Основні
- Шахматов А. А. Исследование о языке новгородских грамот XIII и XIV вв. // Исследования по русскому языку. Санкт-Петербург.: Тип. Имп. Акад. наук, 1886. Т. I. С. 131—285.
- Шахматов А. А. Исследования в области русской фонетики // Русский Филологический Вестник. 1893. Т. 29, № 1—2; Т. 30, № 1—4; 1894. Т. 31, № 1.
- Шахматов А. А. Разыскания о древнейших русских летописных сводах. Санкт-Петербург., 1908.
- Шахматов А. А. Очерк древнейшего периода истории русского языка. Петроград: Тип. Имп. Акад. наук, 1915. L, 369 с. (Энциклопедия славянской филологии; Вып. 11.1 / Имп. Акад. наук. Отд-ние рус. яз. и словесности; Под ред. орд. акад. И. В. Ягича).
- Шахматов А. А. Повесть временных лет. Петроград: Археографическая комиссия, 1916. Т. I: Вводная часть. Текст. Примечания. VIII, LXXX, 403 с. (Летопись занятий Археогр. комис.; Вып. 29).
- Шахматов А. А. Очерк современного русского литературного языка. Ленинград, 1925. (4-е изд. Москва, 1941).
- Шахматов А. А. Синтаксис русского языка. Л., 1925—1927. Вып. 1—2. (2-е изд. М., 1941).
- Шахматов А. А. Обозрение русских летописных сводов XIV—XVI вв. / АН СССР. Ин-т лит-ры. Москва; Ленинград: Изд-во АН СССР, 1938. 372 с.
- Из трудов А. А. Шахматова по современному русскому языку: (Учение о частях речи). Москва: Учпедгиз, 1952.
- Шахматов А. А. Историческая морфология русского языка / АН СССР. Отд-ние лит. и яз. Москва: Учпедгиз, 1957. 400 с., 1 л. портр.

### Інші
- Исследование о языке новгородских грамот XIII и XIV века (1886) (рос.)
- Исследование о Несторовой летописи (1890)
- О сочинениях преподобного Нестора (1890)
- Исследования в области русской фонетики (1893)
- К вопросу об образовании русских наречий и народностей (1894)
- Несколько слов о Несторовом Житии Феодосия (1896)
- Древнейшие редакции Повести временных лет (1897)
- Исходная точка летосчисления Повести временных лет (1897)
- Киевско-Печерский патерик и Печерская летопись (1897)
- О начальном Киевском летописном своде (1897)
- Хронология древнейших русских летописных сводов (1897)
- Отзыв о сочинении Eugen Scepkin «Zur Nestorfrage» (1898)
- Начальный Киевский летописный свод и его источники (1900)
- Исследование о Двинских грамотах XV века (1903)
- Ермолинская летопись и Ростовский владычный свод (1904)
- Сказание о призвании варягов (1904)
- Корсунская легенда о крещении Владимира (1908)
- Один из источников летописного сказания о крещении Владимира (1908)
- Разыскания о древнейших русских летописных сводах (1908)
- Предисловие к Начальному Киевскому своду и Несторова летопись (1909)
- Заметка о составлении Радзивилловского списка летописи (1913)
- К вопросу о древнейших славяно-кельтских отношениях (1912)
- Несторова летопись (1913—1914)
- Нестор летописец (1914)
- Повесть временных лет (1916)
- Житие Антония и Печерская летопись
- Киевский Начальный свод 1095 г.
- Очерк современного литературного языка (1913)
- Очерк древнейшего периода истории русского языка (1915)
- Введение в курс истории русского языка (1916)
- Отзыв о сочинении П. Л. Маштакова: «Списки рек Днепровского бассейна», составленный академиком А. А. Шахматовым. Петроград, 1916.
- Заметки по истории звуков лужицких языков (1917)
- Заметка о языке волжских болгар (1918)
- Синтаксис русского языка (1 т. — 1925; 2 т. — 1927)
- Древнейшие судьбы русского племени (1919)
- Обозрение русских летописных сводов XIV—XVI вв. — М.; Л.: 1938.[6]
- Нариси з історії української мови та хрестоматія з пам'ятників письменської старо-українщини XI—XVIII в. в. / Ол. Шахматов, Аг. Кримський. — Київ: Вид. т-во «Друкар», 1922. — 182, II с. [Архівовано 21 вересня 2020 у Wayback Machine.]

### Статті
- Шахматов А. А. Разбор сочинения И. А. Тихомирова «Обозрение летописных сводов Руси Северо-Восточной». Санкт-Петербург, 1899. С. 93—109.
- Шахматов А. А. Общерусские летописные своды XIV и XV вв. // Журнал Министерства народного просвещения. 1900. № 9. С. 148.
- Schachmatov A. Wie im Kleinrussischen die Palatalisation der Consonanten vor e und i verloren ging [Як у малоросійській мові зникла палаталізація приголосних перед е, і] // Archiv für slavische Philologie XXV. Berlin: Weidmannsche Buchhandlung, 1903.
- Шахматов А. А. Ермолинская летопись и Ростовский владычный свод. Санкт-Петербург, 1914. С. 26—38.